# Раквере (аэродром)
Раквере — военный аэродром в уезде Ляэне-Вирумаа Эстонии, расположенный на северной окраине города Раквере. Встречается упоминание Кахула — Kahula.
В настоящее время заброшен.

## Предвоенный период, Вторая Мировая
Был построен в конце 1920-х годов Силами обороны Эстонской республики. Аэродром имел грунтовое покрытие.
Здесь базировался отдельный дивизион Раквере Военно-воздушных сил Эстонской республики.
В ходе Великой Отечественной войны 1941—1944 годов аэродром использовался Люфтваффе. В январе — июне 1944 года в Везенберге (немецкое название города Раквере) базировалась I группа 54-й истребительной эскадры на самолётах FW 190. В феврале — апреле 1944 года на аэродроме базировалась II группа 1-й боевой эскадры поддержки сухопутных войск на самолётах Ju 87. Также во время немецкой оккупации в июле-сентябре 1944 года здесь находились подразделения «помощников ПВО» (эстонские добровольцы 15-20 лет, обслуживавшие зенитные орудия и прожектора частей люфтваффе). 26 февраля 1944 года по аэродрому был нанесён удар авиацией Ленинградского фронта составом 35-го штурмового авиаполка КБФ: было уничтожено 8 из находившихся там 33 самолётов, один истребитель сбит на взлете; летное поле частично приведено в нерабочее состояние.

## Мирный период, СССР
После войны аэродром был восстановлен. В период с июля 1945 года по 1954 год на аэродроме базировались части 277-й штурмовой авиационной Красносельской Краснознамённой орденов Суворова и Кутузова дивизии на самолётах Ил-2 и Ил-10. В 1954 году полки перебазировались на аэродром Прибылово (Ленинградская область).
С августа 1946 года по январь 1947 здесь на базе 566-го штурмового авиационного полка 277-й штурмовой авиационной дивизии был сформирован 566-й транспортный авиаполк в составе 20 экипажей на самолётах По-2, Ли-2 и планерах. Формирование полка закончено к 1 января 1947 года. Полк вошёл в состав 281-й авиационно-транспортной Новгородской дивизии, переформированной из 281-й штурмовой авиационной дивизии.
Аэродром был передан Ракверескому ордена Красной Звезды 6-му пограничному отряду Прибалтийского пограничного округа (в/ч 2294); здесь базировалась 20-я отдельная авиаэскадрилья (в/ч 9788), 12 вертолётов Ми-8Т.
Казарменная зона — штаб, казармы, столовые, гаражи и некоторые другие вспомогательные помещения в/ч 9788 — находилась в черте города Раквере. На лётном поле располагались служебно-техническая застройка (объекты РТО, ТЭЧ, склады ГСМ, боксы подразделений аэродромно-технического обеспечения). Электроэнергией аэродром обеспечивали две передвижные электростанции.
Вылеты на охрану государственной границы осуществлялись ежедневно. Один вертолёт вахтовым методом был прикомандирован к 9-му пограничному отряду и находился на острове Сааремаа. На базу машина возвращалась на регламентные работы, а её сменяла другая. Панорама аэродрома показана в художественном фильме «Тревожный вылет». В эпизодах фильма снимались офицеры части.
Личный состав войсковой части 9788 имел, в-частности, более 250 солдат и сержантов срочной службы.

## В независимой Эстонии
С 1991 по 1993 годы производился вывод Российских войск из Эстонии. Лётное поле и казарменная зона весной 1993 года были переданы Силам обороны Эстонии, жилая зона — городу Раквере. Лётное поле не используется.
В 2003 году любителями-авиаторами поднимался вопрос о восстановлении аэродрома со строительством новой лётной полосы длиной до 800 метров. По мнению авиаторов, выбранная площадка идеальна для аэродрома, которым в будущем могли бы пользоваться как туристы, так и спасательные службы, здесь же можно было бы проводить авиашоу или организовать предоставление услуг авиатакси. Горуправа Раквере должна была рассмотреть предложение авиаторов (документы на открытие аэродрома были сертифицированы ещё в 2001 году), однако вопрос об аренде у города земли положительно решён не был.